# Mads Mikkelsen
Mads Dittmann Mikkelsen (rođen 22. studenog 1965) je danski glumac. Prvo je bio gimnastičar i plesač, a 1996. započeo je karijeru kao glumac. U Danskoj je postao poznat kao Tonny, diler droga u prva dva filma filmske trilogije Pusher, kao i u ulozi osjetljivog policajaca Allan Fischer, u danskoj televizijskoj seriji Peter Thorsboe Rejseholdet (Jedinica) (2000-03). Postao je sve poznatiji po ulozi Tristana u produkciji Jerryja Bruckheimera Kinga Arthura (2004), ali je postigao svjetsko priznanje za glavnog zlikovca Le Chiffre u dvadeset prvom James Bond filmu Casino Royale (2006). Od tada je postao poznat po ulogama Igora Stravinskog u francuskom filmu Janu Kounenu Coco Chanelu i Igoru Stravinskyju (2008) te njegovom ulogom Cannes Film Festivala koji je osvojio nagradu za najboljeg glumca Lucasa u Danskom filmu The Hunt. Glumio je u televizijskoj seriji Hannibal (2013. – 15.) Kao dr. Hannibal Lecter. Godine 2016. Mikkelsen je prikazao Kaecilius-a u Marvelovom filmu Doctor Strange i Galen Erso u Lucasfilmovom Rogue Oneu: Star Wars Story. On je zvijezda u igranom trileru Arctina Joea Penne. Mikkelsen će također prikazati gradonačelnika Prentissa u Chaos Walkingu Doug Limanu i Duncan Vizli u Polaru švedskog redatelja Jonasa Åkerlunda.
AO Scott iz The New York Timesa primijetio je da je na hollywoodskoj sceni Mikkelsen "postao pouzdani glumac s intrigantnim šalicom", ali je rekao da je na domaćem frontu "on nešto drugo: zvijezda, aksiom, lice koje oživljava dansko kino ".

## Serije
| Year(s)   | Title       | Role                | Notes |
| --------- | ----------- | ------------------- | --- |
| 2000–2004 | Rejseholdet | Allan Fisher        | 32 episodes |
| 2005      | Julie       | Harald              | 6 episodes |
| 2005      | Klovn       | Mads, soccer player | 1 episodes |
| 2013–2015 | Hannibal    | Dr. Hannibal Lecter | 39 episodes Saturn Award for Best Actor on Television (2013) Nominated—Saturn Award for Best Actor on Television (2014–15) Nominated—Fangoria Chainsaw Awards for Best TV Actor (2015) Nominated—Satellite Award for Best Actor – Television Series Drama (2015) |

## Filmovi
| Year | Title                         | Role                             | Director             | Notes |
| ---- | ----------------------------- | -------------------------------- | -------------------- | --- |
| 1996 | Blomsterfangen                | Max                              | Jens Arentzen        | |
| 1996 | Pusher                        | Tonny                            | Nicolas Winding Refn | |
| 1996 | Café Hector                   | Anders                           | Lotte Svendsen       | Short film |
| 1998 | Vildspor                      | Jimmy                            | Simon Staho          | |
| 1998 | Nattens engel                 | Ronnie                           | Shaky González       | |
| 1999 | Tom Merritt                   | Elmer Karr                       | Anders Gustafsson    | Short film |
| 1999 | Bleeder                       | Lenny                            | Nicolas Winding Refn | |
| 2000 | Flickering Lights             | Arne                             | Anders Thomas Jensen | |
| 2001 | Monas verden                  | Casper                           | Jonas Elmer          | |
| 2001 | Shake It All About            | Jacob                            | Hella Joof           | Zulu Award for Best Actor |
| 2001 | Monsters, Inc.                | Randall Boggs                    | Pete Docter          | Voice, Danish dub |
| 2002 | I Am Dina                     | Niels                            | Ole Bornedal         | |
| 2002 | Open Hearts                   | Niels                            | Susanne Bier         | Rouen Nordic Film Festival Award for Best Actor Nominated—Bodil Award for Best Actor Nominated—Robert Festival Award for Best Actor |
| 2002 | Wilbur Wants to Kill Himself  | Horst                            | Lone Scherfig        | Zulu Award for Best Supporting Actor |
| 2003 | Nu                            | Jakob (young)                    | Simon Staho          | Short film |
| 2003 | The Boy Below                 | Far                              | Morten Giese         | Short film |
| 2003 | The Green Butchers            | Svend                            | Anders Thomas Jensen | Fantasporto Award for Best Actor Nominated—Bodil Award for Best Actor |
| 2003 | Torremolinos 73               | Magnus                           | Pablo Berger         | |
| 2004 | King Arthur                   | Tristan                          | Antoine Fuqua        | |
| 2004 | Pusher II                     | Tonny                            | Nicolas Winding Refn | Bodil Award for Best Actor Robert Festival Award for Best Actor Zulu Award for Best Actor |
| 2005 | Adam's Apples                 | Ivan                             | Anders Thomas Jensen | Puchon International Fantastic Film Festival Award for Best Actor Nominated—Robert Festival Award for Best Supporting Actor |
| 2006 | After the Wedding             | Jacob Petersen                   | Susanne Bier         | Palm Springs International Film Festival Award for Best Actor Nominated—European Film Award for Best Actor Nominated—Robert Festival Award for Best Actor |
| 2006 | Prague                        | Christoffer                      | Ole Christian Madsen | Zulu Award for Best Actor Nominated—Bodil Award for Best Actor Nominated—Robert Festival Award for Best Actor |
| 2006 | Exit                          | Thomas Skepphult                 | Peter Lindmark       | |
| 2006 | Cars                          | Chick Hicks                      | John Lasseter        | Voice, Danish dub |
| 2006 | Casino Royale                 | Le Chiffre                       | Martin Campbell      | |
| 2008 | Flame & Citron                | Citronen                         | Ole Christian Madsen | Nominated—European Film Award for Best Actor Nominated—Robert Festival Award for Best Supporting Actor |
| 2009 | Coco Chanel & Igor Stravinsky | Igor Stravinsky                  | Jan Kounen           | |
| 2009 | Valhalla Rising               | One-Eye                          | Nicolas Winding Refn | Nominated—Robert Festival Award for Best Actor |
| 2009 | The Door                      | David Andernach                  | Anno Saul            | |
| 2010 | Clash of the Titans           | Draco                            | Louis Leterrier      | |
| 2010 | Moomins and the Comet Chase   | Sniff                            | Maria Lindberg       | Voice |
| 2011 | The Three Musketeers          | Rochefort                        | Paul W. S. Anderson  | |
| 2012 | A Royal Affair                | Count Johann Friedrich Struensee | Nikolaj Arcel        | Nominated—Bodil Award for Best Actor Nominated—Robert Festival Award for Best Actor |
| 2012 | The Hunt                      | Lucas                            | Thomas Vinterberg    | Bodil Award for Best Actor Cannes Film Festival Award for Best Actor Palm Springs International Film Festival Award for Best Actor Robert Festival Award for Best Actor Zulu Award for Best Actor Nominated—International Cinephile Society Award for Best Actor Nominated—International Online Film Critics' Poll Award for Best Actor Nominated—European Film Award for Best Actor Nominated—London Film Critics Circle Award for Actor of the Year Nominated—Online Film Critics Society Award for Best Actor |
| 2012 | Move On                       | Mark                             | Asger Leth           | |
| 2013 | Charlie Countryman            | Nigel                            | Fredrik Bond         | |
| 2013 | Michael Kohlhaas              | Michael Kohlhaas                 | Arnaud des Pallières | Nominated—César Award for Best Actor |
| 2014 | The Salvation                 | Jon Jensen                       | Kristian Levring     | |
| 2015 | Men & Chicken                 | Elias                            | Anders Thomas Jensen | Zulu Award for Best Actor |
| 2016 | Doctor Strange                | Kaecilius                        | Scott Derrickson     | Zulu Award for Best Actor |
| 2016 | Le Fantôme                    | Le Fantôme                       | Jake Scott           | Short film |
| 2016 | Rogue One: A Star Wars Story  | Galen Erso                       | Gareth Edwards       | |
| 2019 | Chaos Walking                 | Mayor David Prentiss             | Doug Liman           | Post-production |
| TBA  | Arctic                        |                                  | Joe Penna            | Post-production |

## Privatni život
Godine 2000. Mikkelsen se udao za koreografkinju Hanne Jacobsen, s kojom je još od 1987. godine. Imaju kćer, Violu (rođena 1992.) i sin Carl (rođen 1997.). Mikkelsen je živio u Kopenhagenu cijeli svoj život, sve dok se nije preselio u Torontu 2012. godine kada je započeo snimanje Hannibala. Često ga u anketama izabiru kao "najseksipilniji" u Danskoj. Mikkelsen je nereligiozan.

## Mladost
Mikkelsen je rođen u Østerbrou u Kopenhagenu, drugi sin Bente Christiansen, medicinske sestre, i Henninga Mikkelsena, novčanika i sindikalnog dužnosnika. On i njegov stariji brat, Lars Mikkelsen, koji je također glumac, odrastao je u Nørrebro.
U mladosti je trenirao kao gimnastičar, koji je želio nastaviti atletiku, a zatim je studirao ples u Balettakademien (baletna akademija) u Göteborgu, gdje je također govorio na švedskom. Tijekom svoje plesne karijere, Mikkelsen je upoznao koreografkinju Hanne Jacobsen, koju je 2000. oženio. Bio je profesionalni plesač gotovo desetljeće dok ga nije napustio da bi studirao dramu na Školi za kazalište Århus 1996. godine, krenuvši na karijeru u glumu.

## Vanjske poveznice
- Mads Mikkelsen u internetskoj bazi filmova IMDb-u (engl.)
- MadsOnline.net